# Simon Karlsson
Simon Karlsson (* 23. Juli 1993 in Karlskrona) ist ein deutsch-schwedischer Eishockeyspieler, der seit Mai 2021 bei den Dresdner Eislöwen aus der DEL2 unter Vertrag steht und dort auf der Position des Verteidigers spielt. Zuvor war Karlsson bereits für die Bayreuth Tigers in der DEL2 aktiv und spielte ebenso in den höchsten Spielklassen Norwegens und der Slowakei.

## Karriere

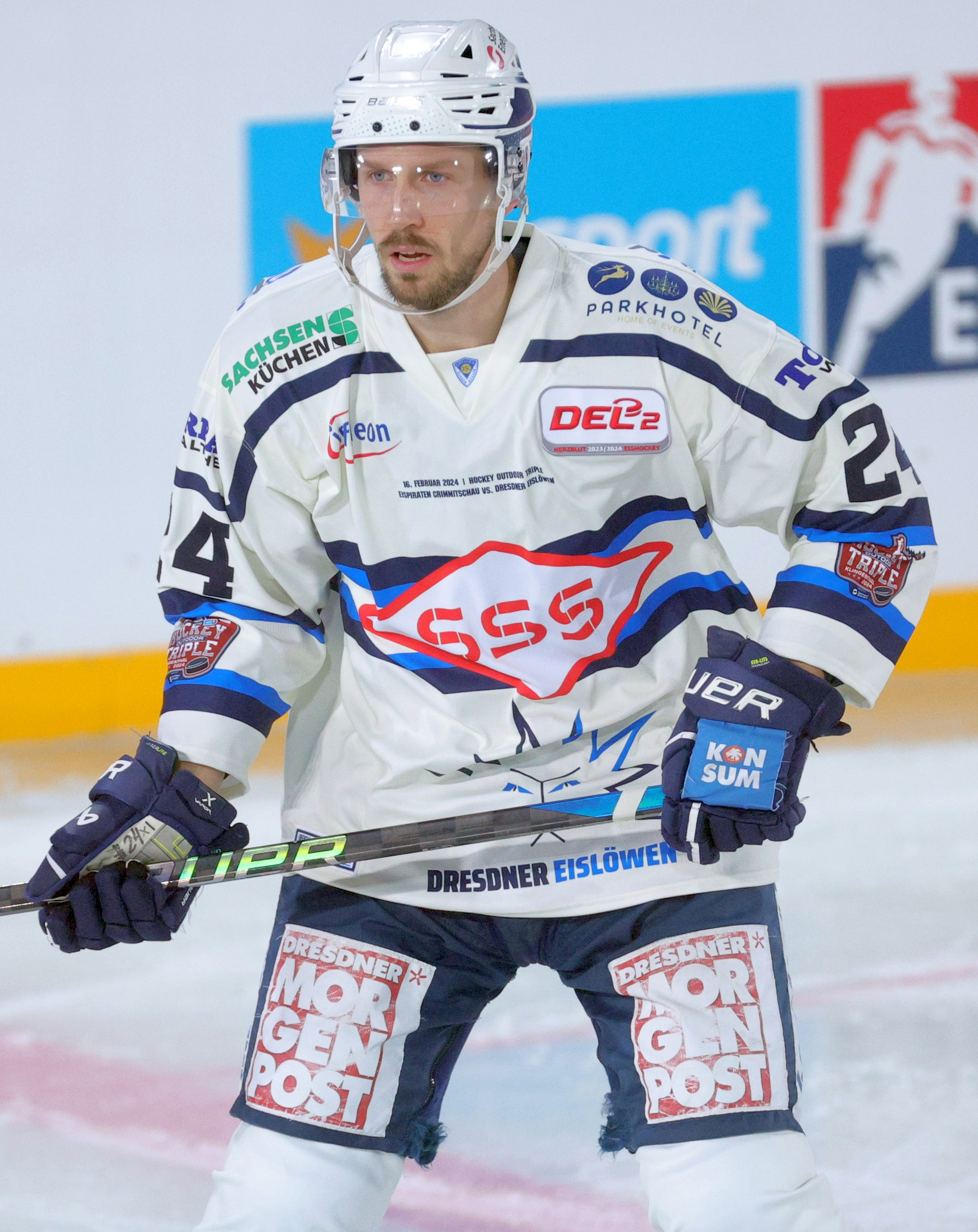
Karlsson im Trikot der Dresdner Eislöwen (2024)

Simon Karlsson wurde in Karlskrona geboren und begann mit dem Eishockeysport beim Karlskrona HK, ehe er im Sommer 2009 in den Nachwuchs von Malmö Redhawks wechselte. Dort durchlief er die U18- und U20-Mannschaften des Klubs. Während der Saison 2010/11 debütierte der Verteidiger für die Profimannschaft des Vereins in der zweitklassigen HockeyAllsvenskan und wurde in die schwedische U19-Nationalmannschaft berufen. Die Nashville Predators aus der National Hockey League (NHL) wählten Karlsson in der fünften Runde des NHL Entry Draft 2011 aus und sicherten sich damit die Rechte an dem Abwehrspieler. Dieser blieb aber zunächst in Malmö, bevor er zur Saison 2012/13 in die kanadische Juniorenliga Ontario Hockey League (OHL) wechselte. Dort hatten sich die Plymouth Whalers seine Rechte im CHL Import Draft 2012 gesichert. Im Verlauf der Spielzeit wurde er jedoch im Januar 2013 im Tausch für Sebastian Uvira und ein Draft-Wahlrecht zum Ligarivalen Oshawa Generals transferiert.
Zur Saison 2013/14 kehrte Karlsson zu seinem Ausbildungsverein nach Karlskrona zurück, bei dem er die Spielzeit in der Allsvenskan verbrachte. Im März 2014 wurde der Defensivakteur vom HV71 Jönköping aus der Svenska Hockeyligan (SHL) verpflichtet. Er absolvierte in den Spielzeiten 2014/15 und 2015/16 jedoch kein einziges Spiel für den HV71 in der SHL, da er an Pfeifferschem Drüsenfieber erkrankt war und daher langfristig ausfiel. Nach seiner Genesung spielte er zunächst beim Södertälje SK in der HockeyAllsvenskan, anschließend beim VIK Västerås HK und Tingsryds AIF.
Im November 2017 wechselte der Schwede erstmals ins Ausland, als er einen Vertrag bei Stjernen Hockey aus der norwegischen GET-ligaen unterschrieb. Zu Beginn der Saison 2018/19 stand Karlsson beim HK Poprad aus der slowakischen Extraliga unter Vertrag, wurde jedoch nach sechs Spielen entlassen. Im Dezember desselben Jahres wechselte er zu den Bayreuth Tigers in die DEL2, für die er in den folgenden Jahren insgesamt 110 Spiele bestritt und dabei 20 Tore und 53 Vorlagen erzielte. Nach der Saison 2020/21 nutzte er eine Ausstiegsklausel und wechselte zu Klassenkonkurrenten Dresdner Eislöwen. Im August 2024 erhielt Karlsson die deutsche Staatsbürgerschaft. Im Frühjahr 2025 gelang dem Schweden mit den Eislöwen der Gewinn der Meisterschaft der DEL2, der gleichbedeutend mit dem Aufstieg in die Deutsche Eishockey Liga (DEL) war.

## Erfolge und Auszeichnungen
- 2025 DEL2-Meister und Aufstieg in die DEL mit den Dresdner Eislöwen

## Karrierestatistik
Stand: Ende der Saison 2023/24
(Legende zur Spielerstatistik: Sp oder GP = absolvierte Spiele; T oder G = erzielte Tore; V oder A = erzielte Assists; Pkt oder Pts = erzielte Scorerpunkte; SM oder PIM = erhaltene Strafminuten; +/− = Plus/Minus-Bilanz; PP = erzielte Überzahltore; SH = erzielte Unterzahltore; GW = erzielte Siegtore; 1 Play-downs/Relegation; Kursiv: Statistik nicht vollständig)